# SN 2001bo
SN 2001bo – supernowa odkryta 25 marca 2001 roku w galaktyce A152540-0118. W momencie odkrycia miała maksymalną jasność 20,80m.